# European Champions Cup 2023
La European Champions Cup 2023 è stata la 59ª edizione della massima competizione europea per club di baseball.

## Formula
La formula rimane inalterata rispetto a quella delle edizioni precedenti, con due gironi da quattro squadre ciascuno. Le prime due classificate di ciascun girone affrontano in una semifinale secca le prime due dell'altro girone. Le vincenti disputano la finalissima. Le partite sono disputate nei Paesi Bassi, ad Amsterdam e a Bussum.
La nazione della squadra peggio classificata perderà un posto nell'edizione successiva con un declassamento in Coppa CEB. Per evitare questo piazzamento, le squadre che non si sono qualificate per le semifinali si sfidano tra di loro in appositi spareggi salvezza.
I campioni d'Italia del San Marino Baseball, che a partire dall'anno precedente avrebbero comunque rappresentato la federazione sammarinese, scelgono di non partecipare alla competizione contestando l'ormai consueto format utilizzato dagli organizzatori.

## Fase a gruppi

### Girone A
| Amsterdam 6 giugno 2023, ore 15:00 | ParmaClima | 13 – 0 (all'8º) referto | Paderborn Untouchables | Loek Loevendie Ballpark |

| Amsterdam 6 giugno 2023, ore 19:30 | Draci Brno | 4 – 3 referto | Amsterdam Pirates | Loek Loevendie Ballpark |

| Amsterdam 7 giugno 2023, ore 15:00 | Draci Brno | 2 – 4 referto | Paderborn Untouchables | Loek Loevendie Ballpark |

| Amsterdam 7 giugno 2023, ore 19:30 | Amsterdam Pirates | 5 – 7 (al 10º) referto | ParmaClima | Loek Loevendie Ballpark |

| Amsterdam 8 giugno 2023, ore 14:00 | ParmaClima | 6 – 2 referto | Draci Brno | Loek Loevendie Ballpark |

| Amsterdam 8 giugno 2023, ore 19:30 | Paderborn Untouchables | 0 – 15 (al 7º) referto | Amsterdam Pirates | Loek Loevendie Ballpark |

#### Classifica
| Pos. | Squadra                | G | V | P | %     | GB  |
| ---- | ---------------------- | - | - | - | ----- | --- |
| 1.   | ParmaClima             | 3 | 3 | 0 | .1000 | 0.0 |
| 2.   | Amsterdam Pirates      | 3 | 1 | 2 | .333  | 2.0 |
| 3.   | Draci Brno             | 3 | 1 | 2 | .333  | 2.0 |
| 4.   | Paderborn Untouchables | 3 | 1 | 2 | .333  | 2.0 |

* Vista la parità tra Amsterdam, Brno e Paderborn, i piazzamenti sono stati decretati dal Team Quality Balance (TQB), ovvero la differenza tra punti segnati diviso riprese offensive giocate e punti subiti diviso riprese difensive giocate.

Amsterdam è seconda con un TQB di 0,8641, Brno è terza con un TQB di -0,0427, Paderborn è quarta con un TQB di -0,8125.

### Girone B
| Bussum 6 giugno 2023, ore 15:00 | Bonn Capitals | 1 – 3 referto | Arrows Ostrava | Rob Hoffmann Vallei |

| Bussum 6 giugno 2023, ore 19:00 | HCAW Bussum | 18 – 5 (al 7º) referto | Rouen Huskies | Rob Hoffmann Vallei |

| Bussum 7 giugno 2023, ore 15:00 | Bonn Capitals | 7 – 2 referto | Rouen Huskies | Rob Hoffmann Vallei |

| Bussum 7 giugno 2023, ore 19:00 | Arrows Ostrava | 0 – 12 (al 7º) referto | HCAW Bussum | Rob Hoffmann Vallei |

| Bussum 8 giugno 2023, ore 15:00 | Rouen Huskies | 1 – 5 referto | Arrows Ostrava | Rob Hoffmann Vallei |

| Bussum 8 giugno 2023, ore 19:00 | HCAW Bussum | 2 – 5 referto | Bonn Capitals | Rob Hoffmann Vallei |

#### Classifica
| Pos. | Squadra        | G | V | P | %    | GB  |
| ---- | -------------- | - | - | - | ---- | --- |
| 1.   | HCAW Bussum    | 3 | 2 | 1 | .667 | 0.0 |
| 2.   | Bonn Capitals  | 3 | 2 | 1 | .667 | 0.0 |
| 3.   | Arrows Ostrava | 3 | 2 | 1 | .667 | 0.0 |
| 4.   | Rouen Huskies  | 3 | 0 | 3 | .000 | 3.0 |

* Vista la parità tra Bussum, Bonn e Ostrava, i piazzamenti sono stati decretati dal Team Quality Balance (TQB), ovvero la differenza tra punti segnati diviso riprese offensive giocate e punti subiti diviso riprese difensive giocate.

Bussum è prima con un TQB di 0,5625, Bonn è seconda con un TQB di 0,0556, Ostrava è terza con un TQB di -0,6250.

## Semifinali

### Play-out 5º-8º posto
| Amsterdam 9 giugno 2023, ore 15:00 | Draci Brno | 6 – 1 referto | Rouen Huskies | Loek Loevendie Ballpark |

| Bussum 9 giugno 2023, ore 15:00 | Arrows Ostrava | 7 – 5 referto | Paderborn Untouchables | Rob Hoffmann Vallei |

### Piazzamenti 1º-4º posto
| Bussum 9 giugno 2023, ore 19:00 | HCAW Bussum | 4 – 3 (al 10º) referto | Amsterdam Pirates | Rob Hoffmann Vallei |

| Amsterdam 9 giugno 2023, ore 19:30 | ParmaClima | 13 – 3 (al 7º) referto | Bonn Capitals | Loek Loevendie Ballpark |

## Finali

### Play-out 7º-8º posto
| Bussum 10 giugno 2023, ore 10:30 | Paderborn Untouchables | 6 – 4 referto | Rouen Huskies | Rob Hoffmann Vallei |

La Francia perde il diritto di avere una squadra nella prossima European Champions Cup per effetto dell'8º posto finale.

### Finale 5º-6º posto
| Amsterdam 10 giugno 2023, ore 10:30 | Arrows Ostrava | 10 – 14 referto | Draci Brno | Loek Loevendie Ballpark |

### Finale 3º-4º posto
| Amsterdam 10 giugno 2023, ore 14:00 | Amsterdam Pirates | 12 – 6 referto | Bonn Capitals | Loek Loevendie Ballpark |

### Finale 1º-2º posto
| Bussum 10 giugno 2023, ore 18:00 | HCAW Bussum | 11 – 4 referto              | ParmaClima | Rob Hoffmann Vallei |
| \| \| \| \| \| Selassa, Draijer, de Cuba, van der Meer \| Doppi \| González, Astorri, Battioni \| \| Draijer al 4º da 1 punto, Marlin al 6º da 3 punti, Draijer al 6º da 2 punti \| Fuoricampo \| \| |             |                             |            |                     |
| |             |                             |            |                     |
| Selassa, Draijer, de Cuba, van der Meer | Doppi       | González, Astorri, Battioni |            |                     |
| Draijer al 4º da 1 punto, Marlin al 6º da 3 punti, Draijer al 6º da 2 punti | Fuoricampo  |                             |            |                     |

## Vincitore
| Campione d'Europa 2023 HCAW Bussum 1º titolo |